# Chicligasta (departamento)
Chicligasta é um departamento da Argentina, localizado na província de Tucumã.